# Unique DES-69
Le DES-69 est un pistolet semi-automatique destiné au tir sportif produit par la Manufacture d'armes des Pyrénées françaises sous sa marque Unique.

## Historique
Le DES-69 est conçu à la fin des années 1960 par la Manufacture d'armes des Pyrénées françaises en respectant le cadre des règles pour les compétitions européennes de tir au pistolet. Commercialisée sous la marque Unique, l’arme est un grand succès dans les décennies qui suivent, de sorte qu’une proportion non négligeable de tireurs sportifs la possèdent ou l’ont possédé.

## Description
Le DES-69 est un pistolet semi-automatique chambrée en .22 Long Rifle, avec des chargeurs de cinq cartouches. Le rechargement s’effectue par le mouvement de la culasse en arrière sous l’effet de la poussée des gaz lors du tir. Comme la plupart des pistolets de tir sportif, l’arme dispose d’une poignée ergonomique en bois et d’un canon assez long, avec 152 mm. Celui-ci, ainsi que les pièces mobiles, sont aussi placés au plus près de la main du tireur afin de limiter le mouvement de l’arme lors du tir. Afin d’améliorer la stabilité, le DES-69 est assez lourd, avec 1 050 g à vide, et des poids de 150, 260 ou 350 g peuvent en outre être attachés à l’extrémité du canon afin de changer l’équilibrage de l’arme. De même, le bloc de détente peut-être réglé pour ajuster finement ses caractéristiques aux besoins du tireur. Le DES-69 est réputé pour sa précision et un tireur entraîné peut grouper ses tirs dans un cercle de moins de deux centimètres à vingt mètres.